# Miss Polonia

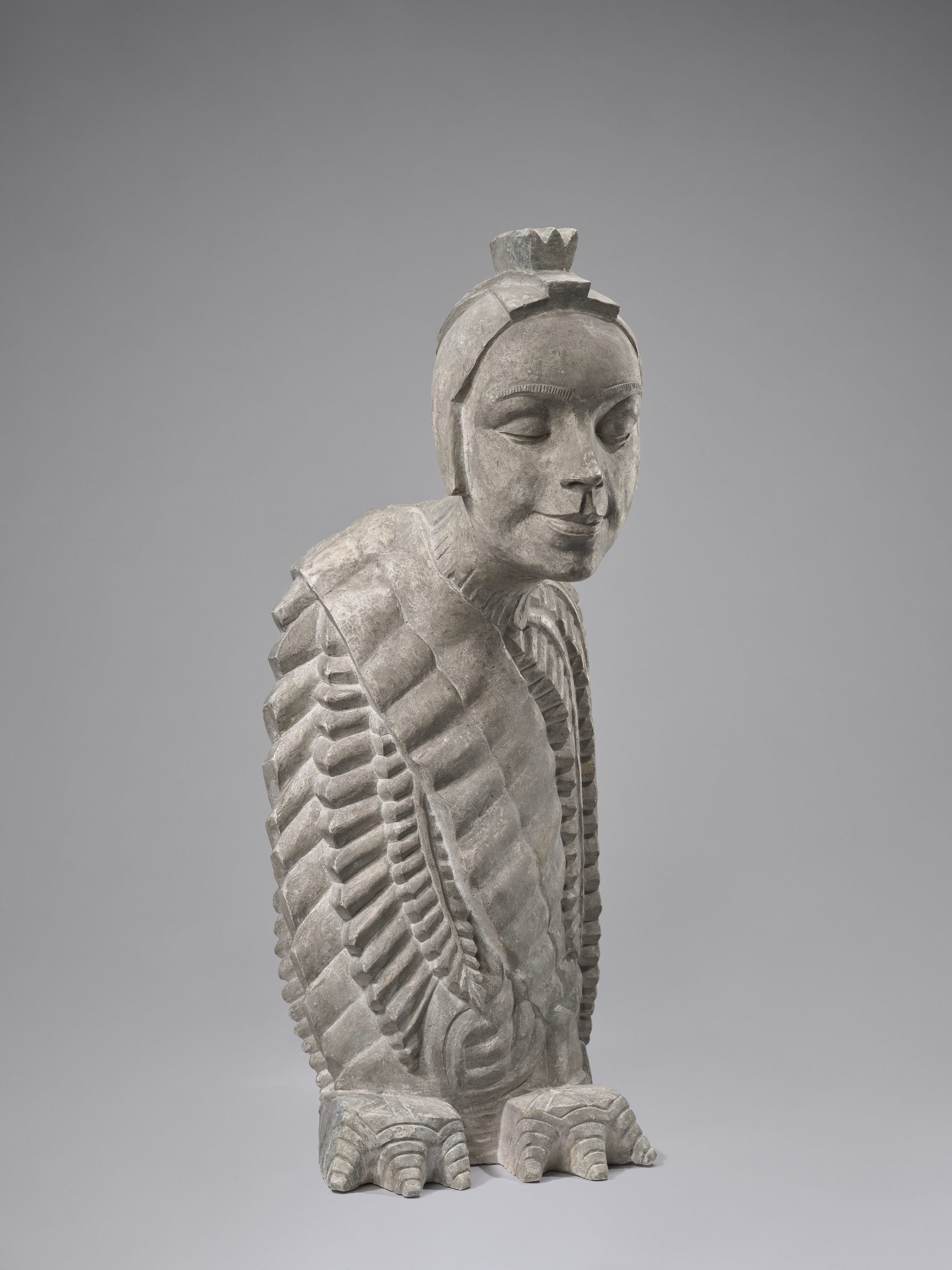
Rzeźba Miss Polonia z cyklu Satyry Warszawskie, Janina Broniewska, 1930, Muzeum Narodowe w Warszawie

Miss Polonia – polski konkurs piękności, który po raz pierwszy zorganizowano 1929 roku, lecz dopiero od 1983 odbywał się regularnie. Jego laureatki i finalistki reprezentowały Polskę w konkursach: Miss Universe, Miss International, Miss Intercontinental, Miss Grand International, Miss Earth, Miss World, Miss Europe, Miss Baltic Sea i World Miss University.
Nazwę konkursu wymyślił Tadeusz Boy-Żeleński. Pierwszy konkurs organizowany w Warszawie odbył się 27 stycznia 1929 w hotelu Polonia. Dziesięć finalistek wybrano na podstawie nadesłanych fotografii.
Udział w konkursie mogą brać bezdzietne panny w wieku od 18 do 25 lat, posiadające polskie obywatelstwo oraz niemające widocznych blizn ani tatuaży na ciele.
Kilka tygodni po konkursie w 1958 pojawiły się doniesienia o znalezieniu zwłok Krystyny Żyły, drugiej wicemiss Polonii (później okazało się, że kobietę pomylono z kimś innym); wskutek zdarzenia reputacja konkursu została na wiele lat poważnie naruszona, a ówczesna władza odmawiała kontynuacji konkursu. W 1983 wybory reaktywował Stanisław Cejrowski, ówczesny dyrektor Stołecznej Estrady. Organizatorem konkursu z ramienia Estrady został Jerzy Chmielewski, który nawiązał współpracę z redakcją „Expressu Wieczornego”. „Express…” (pod kierownictwem redaktora naczelnego Jerzego Łukasiewicza) w 1984 stał się jedynym organizatorem wyborów, już bez Estrady, która wskutek komitywy Chmielewskiego i Łukaszewicza została pozbawiona praw do przygotowania konkursu.
W 2012 finał Miss Polonia nie odbył się pierwszy raz od 1983. Wybór Miss Polonia 2012 odbył się na gali organizowanej w lutym 2013, tytuł wygrała Paulina Krupińska. Przez kolejne trzy lata biuro konkursu bezskutecznie podejmowało próby organizacji nowych edycji konkursu. 17 listopada 2015 ogłoszono, że konkurs został połączony z wyborami Miss Polski, by utworzyć zupełnie nowy konkurs piękności pod nową nazwą. Organizator konkursu Miss Polski pozostał przy swojej nazwie wyborów, nie dotrzymując tym samym warunków umowy z biurem Miss Polonia, co skutkowało zerwaniem zawartej umowy między organami na dwa dni przed finałem Miss Polski 2015.
W kwietniu 2016 ogłoszono zmianę na stanowisku dyrektora Miss Polonia, którym została Jagoda Piątek-Włodarczyk, oraz rozpoczęto nabór oraz przygotowania do konkursu Miss Polonia 2016. Miss Polonia 2020 uległo opóźnieniu w wyniku pandemii COVID-19, w związku z czym kolejnym konkursem było Miss Polonia 2022.

## Zwyciężczynie konkursu
| Rok     | Data              | Lokalizacja | Zdjęcie                                             | Laureatka                                            | Miejscowość         | Osiągnięcia międzynarodowe                                                  |
| ------- | ----------------- | ----------- | --------------------------------------------------- | ---------------------------------------------------- | ------------------- | --------------------------------------------------------------------------- |
| 1929    | styczeń           |             |                                                     | Władysława Kostakówna                                | Warszawa            |                                                                             |
| 1930    | styczeń           | Warszawa    |                                                     | Zofia Batycka                                        | Lwów                | - 1. Wicemiss Europy 1930                                                   |
| 1932    |                   | Paryż       |                                                     | Zofia Dobrowolska (delegatka na konkurs Miss Europe) | Poznań              |                                                                             |
| 1932    |                   | Paryż       | Sława Kowalska (delegatka na konkurs Miss Universe) | Paryż                                                |                     |                                                                             |
| 1934    |                   |             |                                                     | Maria Żabkiewicz                                     | Wilno               |                                                                             |
| 1937    |                   |             |                                                     | Józefa Kaczmarkiewiczówna                            | Barlin              |                                                                             |
| 1957    |                   | Gdańsk      |                                                     | Alicja Bobrowska                                     | Kraków              | - 4. Wicemiss Universe 1958                                                 |
| 1958    |                   | Warszawa    |                                                     | Zuzanna Cembrowska                                   | Warszawa            | - Top 15 Miss Universe 1959                                                 |
| 1983    |                   | Warszawa    |                                                     | Lidia Wasiak                                         | Szczecin            |                                                                             |
| 1984    |                   |             |                                                     | Magdalena Jaworska                                   | Warszawa            |                                                                             |
| 1985    |                   |             |                                                     | Katarzyna Zawidzka                                   | Gorzów Wielkopolski |                                                                             |
| 1986    |                   |             |                                                     | Renata Fatla                                         | Bielsko-Biała       |                                                                             |
| 1987    |                   |             |                                                     | Monika Nowosadko                                     | Kołobrzeg           | - 3 Wicemiss World 1987 - 1. Wicemiss Europy 1988                           |
| 1988    |                   |             |                                                     | Joanna Gapińska                                      | Szczecin            | - 3. Wicemiss Universe 1989                                                 |
| 1989    |                   |             |                                                     | Aneta Kręglicka                                      | Gdańsk              | - Miss World 1989                                                           |
| 1990    |                   |             |                                                     | Joanna Michalska                                     | Warszawa            |                                                                             |
| 1991    |                   |             |                                                     | Karina Wojciechowska                                 | Mysłowice           |                                                                             |
| 1992    |                   |             |                                                     | Ewa Wachowicz                                        | Klęczany            | - World Miss University 1993                                                |
| 1993    |                   |             |                                                     | Aleksandra Spieczyńska                               | Wrocław             |                                                                             |
| 1994    |                   |             |                                                     | Jadwiga Flank                                        | Bielsko-Biała       |                                                                             |
| 1995    |                   |             |                                                     | Ewa Tylecka                                          | Dzierżoniów         |                                                                             |
| 1996    |                   |             |                                                     | Agnieszka Zielińska                                  | Poznań              | - 1. Wicemiss Europy 1997                                                   |
| 1997    |                   |             |                                                     | Roksana Jonek                                        | Mikołów             |                                                                             |
| 1998    |                   |             |                                                     | Izabela Opęchowska                                   | Biskupiec           |                                                                             |
| 1999    |                   |             |                                                     | Marta Kwiecień                                       | Lublin              |                                                                             |
| 2000    | 14 października   | Kielce      |                                                     | Justyna Bergmann                                     | Grudziądz           |                                                                             |
| 2001    |                   |             |                                                     | Joanna Drozdowska                                    | Szczecin            |                                                                             |
| 2002    |                   |             |                                                     | Marta Matyjasik                                      | Zgorzelec           | - 4. Wicemiss Europy 2003 - 3. Wicemiss Earth 2003                          |
| 2003    |                   |             |                                                     | Karolina Gorazda                                     | Kraków              | - Top 16 Miss Earth 2004 - Top 12 Miss Europy 2005                          |
| 2004    |                   | Warszawa    |                                                     | Katarzyna Borowicz                                   | Ostrów Wielkopolski | - 3. Wicemiss World 2004 - 2. Wicemiss Earth 2005 - 3. Wicemiss Europy 2006 |
| 2005    |                   | Warszawa    |                                                     | Malwina Ratajczak                                    | Krapkowice          |                                                                             |
| 2006    | 19 sierpnia       | Warszawa    |                                                     | Marzena Cieślik                                      | Wolin               |                                                                             |
| 2007    | 16 września       | Warszawa    |                                                     | Barbara Tatara                                       | Łódź                |                                                                             |
| 2008    | 13 września       | Łódź        |                                                     | Angelika Jakubowska                                  | Pisarzowice         |                                                                             |
| 2009    | 24 października   | Łódź        |                                                     | Maria Nowakowska                                     | Legnica             |                                                                             |
| 2010    | 12 grudnia        | Łódź        |                                                     | Rozalia Mancewicz                                    | Pomigacze           |                                                                             |
| 2011    | 9 grudnia         | Karolin     |                                                     | Marcelina Zawadzka                                   | Malbork             | - Top 16 Miss Universe 2012                                                 |
| 2012    | 2 lutego 2013     | Warszawa    |                                                     | Paulina Krupińska                                    | Warszawa            | - Miss Universe Photogenic 2013                                             |
| 2016    | 12 listopada 2016 | Serock      |                                                     | Izabella Krzan                                       | Olsztyn             |                                                                             |
| 2017    | 26 listopada 2017 | Serock      |                                                     | Agata Biernat                                        | Zduńska Wola        |                                                                             |
| 2018    | 10 listopada 2018 | Serock      |                                                     | Milena Sadowska                                      | Babice              | - Top 40 Miss World 2019                                                    |
| 2019    | 24 listopada 2019 | Serock      |                                                     | Karolina Bielawska                                   | Łódź                | - Miss World 2021                                                           |
| 2020/21 | 8 marca 2021      | Łódź        |                                                     | Natalia Gryglewska                                   | Częstochowa         |                                                                             |
| 2022    | 27 maja 2022      | Warszawa    |                                                     | Krystyna Sokołowska                                  | Białystok           | - Top 10 Miss Earth 2019                                                    |
| 2023    | 30 czerwca 2023   | Zakopane    |                                                     | Ewa Jakubiec                                         | Nysa                | - Top 8 Miss International 2024                                             |
| 2024    | 28 czerwca 2024   | Warszawa    |                                                     | Maja Klajda                                          | Łęczna              | - II Wicemiss World 2025 - Miss World Europe 2025                           |